# Unione Sportiva Vigor Fucecchio 1949-1950
Questa voce raccoglie le informazioni riguardanti l'Unione Sportiva Vigor Fucecchio nelle competizioni ufficiali della stagione 1949-1950.

## Rosa
| N. |                   | Ruolo | Calciatore       |
| -- | ----------------- | ----- | ---------------- |
|    | Italia (bandiera) | D     | S. Ancillotti    |
|    | Italia (bandiera) | C     | G. Bertelli      |
|    | Italia (bandiera) | A     | F. Bonomo        |
|    | Italia (bandiera) | A     | W. Cabiddu       |
|    | Italia (bandiera) | D     | P. Cavalieri     |
|    | Italia (bandiera) | C     | R. Del Gronchio  |
|    | Italia (bandiera) | C     | P.L. Del Vecchio |
|    | Italia (bandiera) | A     | G. Dini          |

| N. |                   | Ruolo | Calciatore     |
| -- | ----------------- | ----- | -------------- |
|    | Italia (bandiera) | A     | U. Galli       |
|    | Italia (bandiera) | A     | S. Leardi      |
|    | Italia (bandiera) | D     | B. Lilla       |
|    | Italia (bandiera) | P     | B. Montanelli  |
|    | Italia (bandiera) | C     | P.G. Paparetti |
|    | Italia (bandiera) | A     | C. Profeti     |
|    | Italia (bandiera) | D     | V. Salani      |